# تزغت (تيزغت)
تزغت هي إحدى مشيخات المملكة المغربية، تتبع جغرافيا لإقليم طاطا وإداريًا لتيزغت. يقدر عدد سكانها بـ 2604 نسمة حسب الإحصاء الرسمي للسكان والسكنى لسنة 2004.